# Argynnis pandora
Pandora (Argynnis pandora) es una mariposa grande, naranja, de la familia Nymphalidae, descrita por Johann N. C. Michael Denis e Ignaz Schiffermüller en 1775.
El nombre vulgar en español y su epíteto específico —Pandora— provienen del mito griego de Hesíodo.
Se puede confundir con la nacarada (Argynnis paphia) que es una mariposa muy parecida a Pandora.

## Descripción
Son grandes, de 5,5 a 7 cm de envergadura, las hembras medio centímetro más que los machos. El anverso o cara superior de las alas son de un tono verde oliva con numerosos trazos y puntos negros. El reverso es de color verde oro y rojo de cadmio con puntos negros.

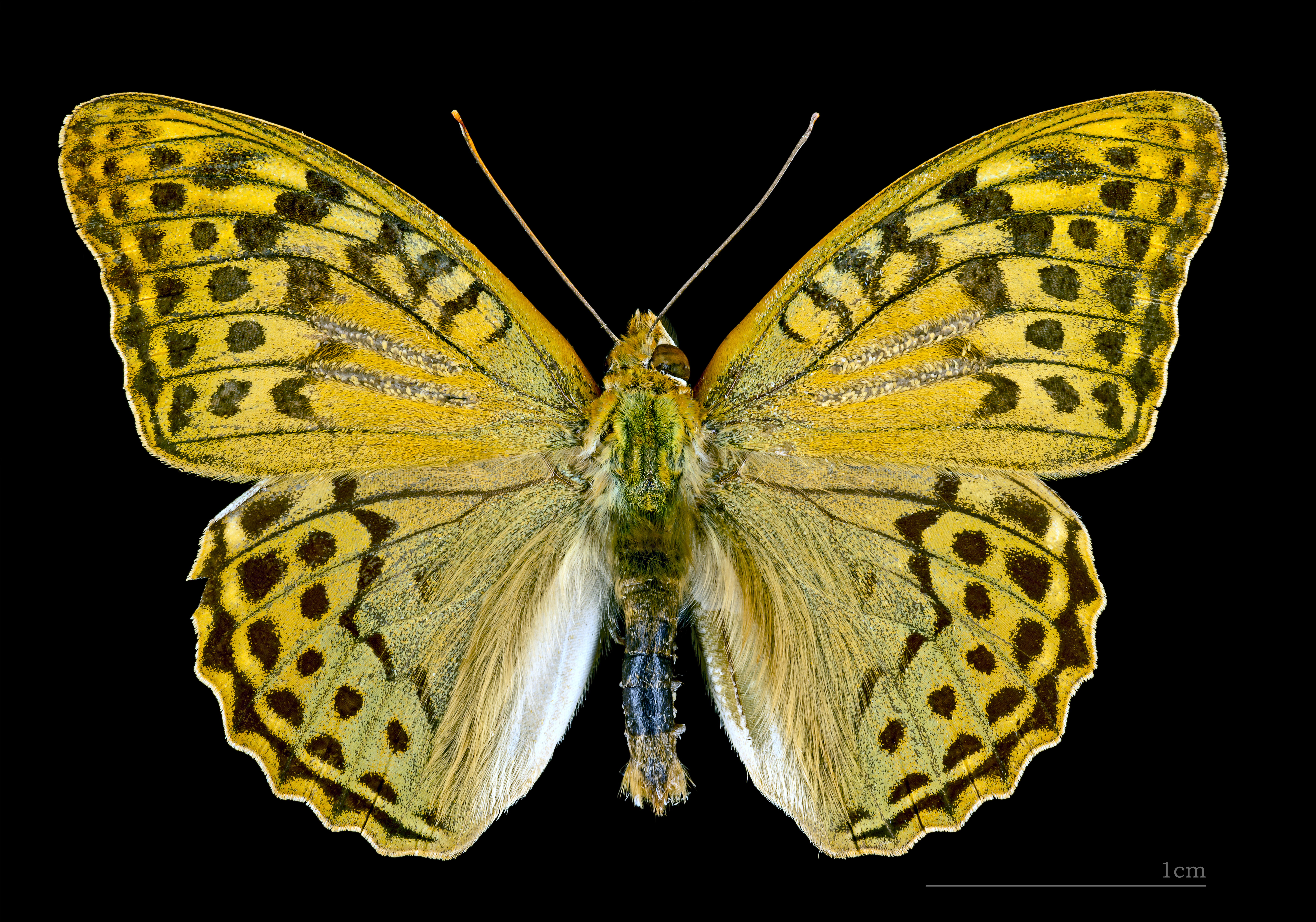
♂
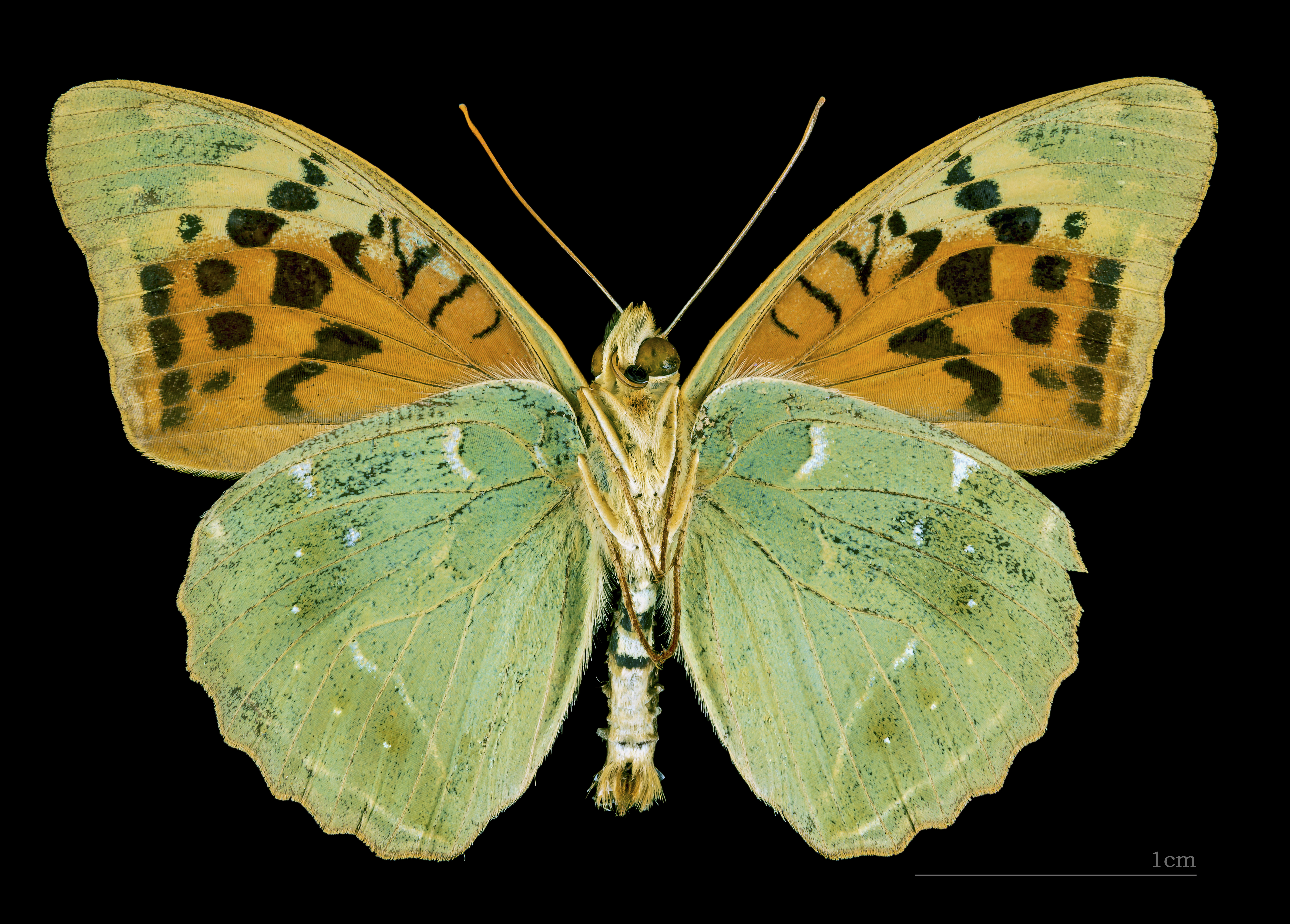
♂ △
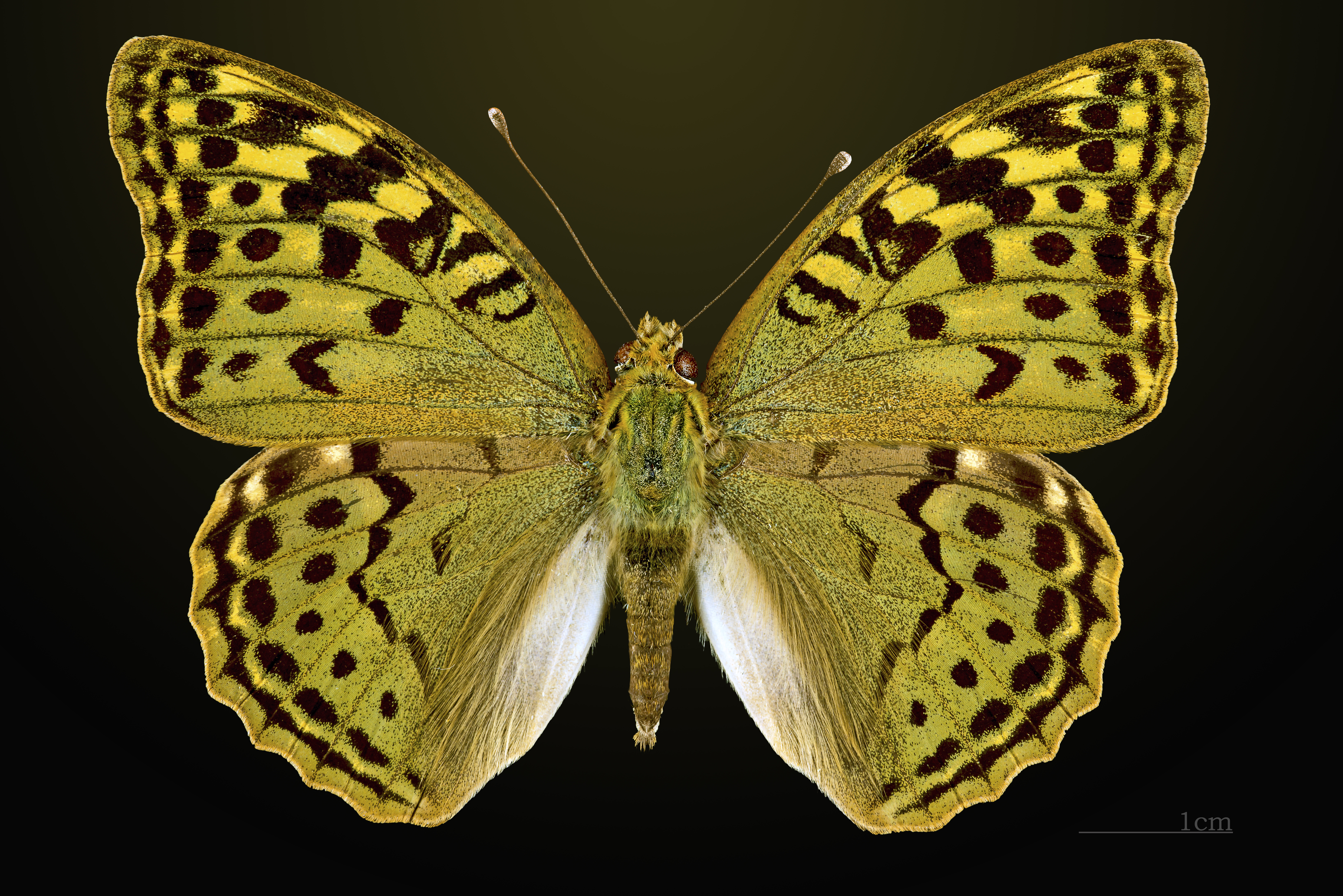
♀
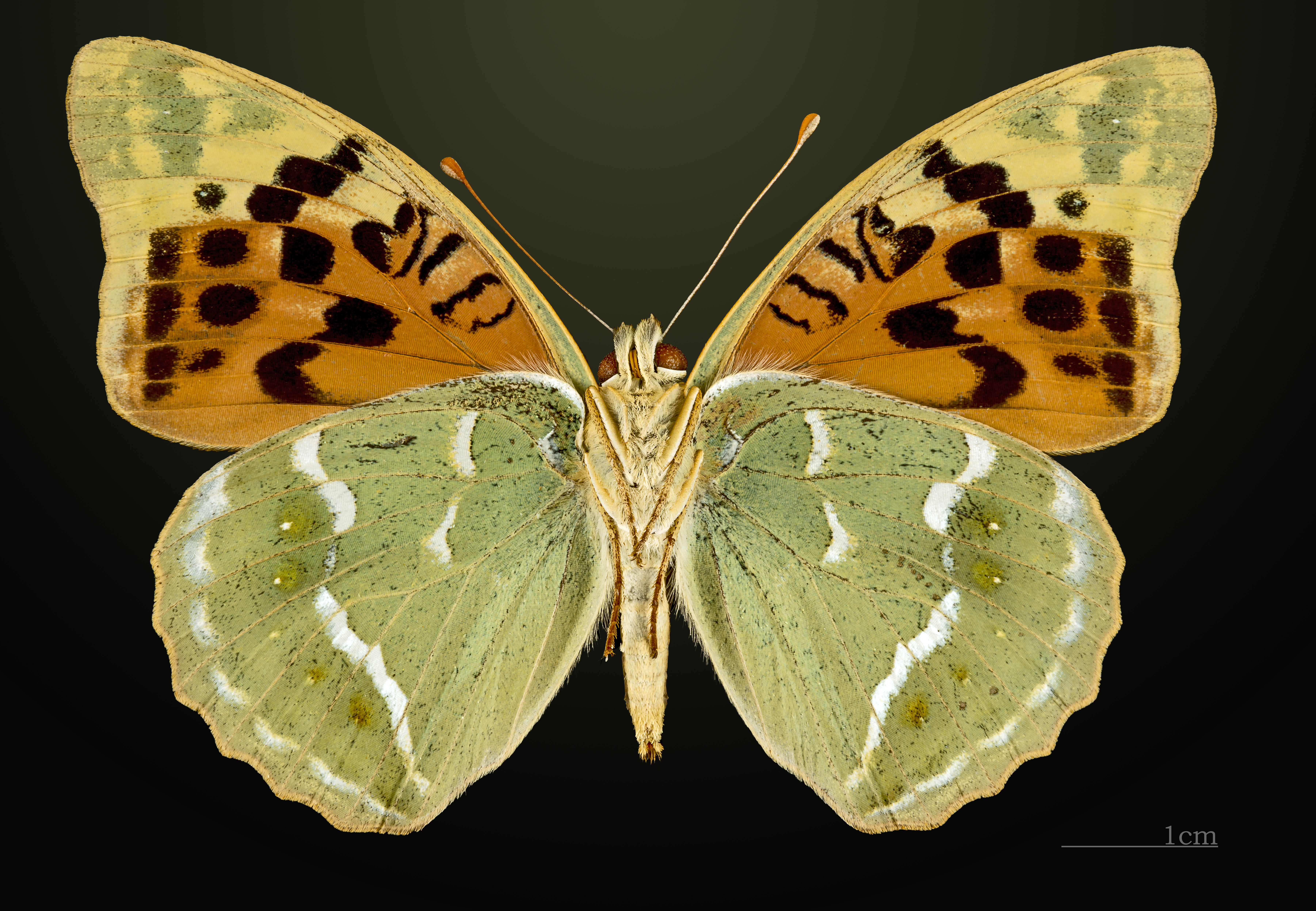
♀ △

El anverso de las alas anteriores de los machos, de entre 32 y 40 mm, es verde oliva con tonos pálidos amarillos y naranjas en el ápice, y con las venas marcadas en negro. En V2 y V3 se aprecian las escamas androconiales. En la celda se distinguen tres o cuatro trazos. En la zona discal aparecen trazos y puntos formando una línea irregular de doble curvatura y que no llega a E1a. Posee pequeños puntos negros en la zona submarginal y una fina línea negra paralela sobre la que aparecen pequeñas manchas negras de forma triangular en la confluencia con las venas.
Las posteriores, por su anverso, aparecen dibujadas con una banda blanca y siena tostada en el margen interno y en el ángulo anal. Las zonas basal y discal son del mismo color que la basal en las alas anteriores, separadas de la zona postdiscal por una línea quebrada negra. Esta zona posee una serie de puntos negros gruesos entre E2 y E6. La zona submarginal alberga una serie completa de manchas negras, y, paralela a esta hacia el margen, una línea gruesa sobre la que aparecen manchas romboidales en la confluencia con las venas.
El reverso, de tonos verde y rojo, tiene una fina línea marginal externa ocre. Las alas anteriores son de color rojo de cadmio excepto la zona apical que es verde oro, manchado de puntos, que se extiende por el margen como una línea hasta la base.

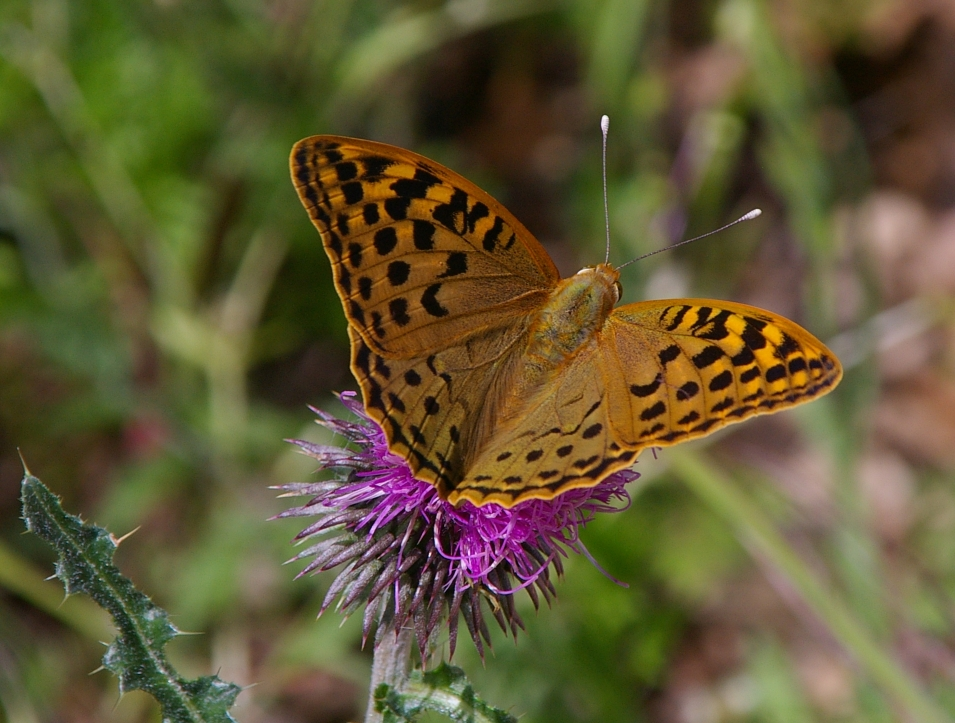
Ojos separados y antenas terminadas en mazas largas.

Las posteriores son completamente verdes con sendos trazos ocre en las zonas basal y discal. En la zona postdiscal hay trazos ocres que pueden estar coloreados de blanco brillante con 5 puntos de color blanco nácar.
Las hembras son mayores, sin androconia y con una mancha negra en E6, cerca del ápice. Las manchas y líneas de las alas posteriores más anchas y mejor definidas. El reverso de las posteriores tienen una mancha blanca nacarada en la zona basal y dos trazos blancos nacarados y negros, uno en la basal y otro en la discal. En la postdiscal tiene una banda blanca nacarada irregular, y en la zona submarginal una doble banda blanca y turquesa cobalto.
Las orugas, que pueden alcanzar los 35 mm, son beis, peludas, con una tira negra salpicada de rojo en la parte superior.
Como en el resto de especies de su familia, los imagos presentan en sus cabezas palpos largos, ojos separados y antenas muy unidas en la base y con una maza alargada. El primer par de patas es más corto que los otros dos, acabando en un tarso peludo que utilizan para limpiar sus antenas. Los otros dos pares de patas terminan en unas uñas para asirse fuertemente a las plantas. El abdomen de las hembras es ligeramente más abultado y redondeado que el de los machos.

## Ciclo biológico
Es una especie univoltina que vuela desde finales de mayo hasta finales de septiembre. Tras la cópula, que se produce en agosto, la hembra deposita entre 1400 y 2000 huevos en la planta nutricia —principalmente violetas— o en vegetación próxima, durante una quincena aproximadamente. Antes del invierno, las orugas eclosionan e hibernan. En primavera abandonan su refugio y buscan su planta nutricia principal, violeta común y violeta, pero también pueden alimentarse de pensamiento salvaje y Viola modesta. En la segunda mitad de la primavera forman las crisálidas y a principios del verano emerge el adulto.

## Distribución y hábitat

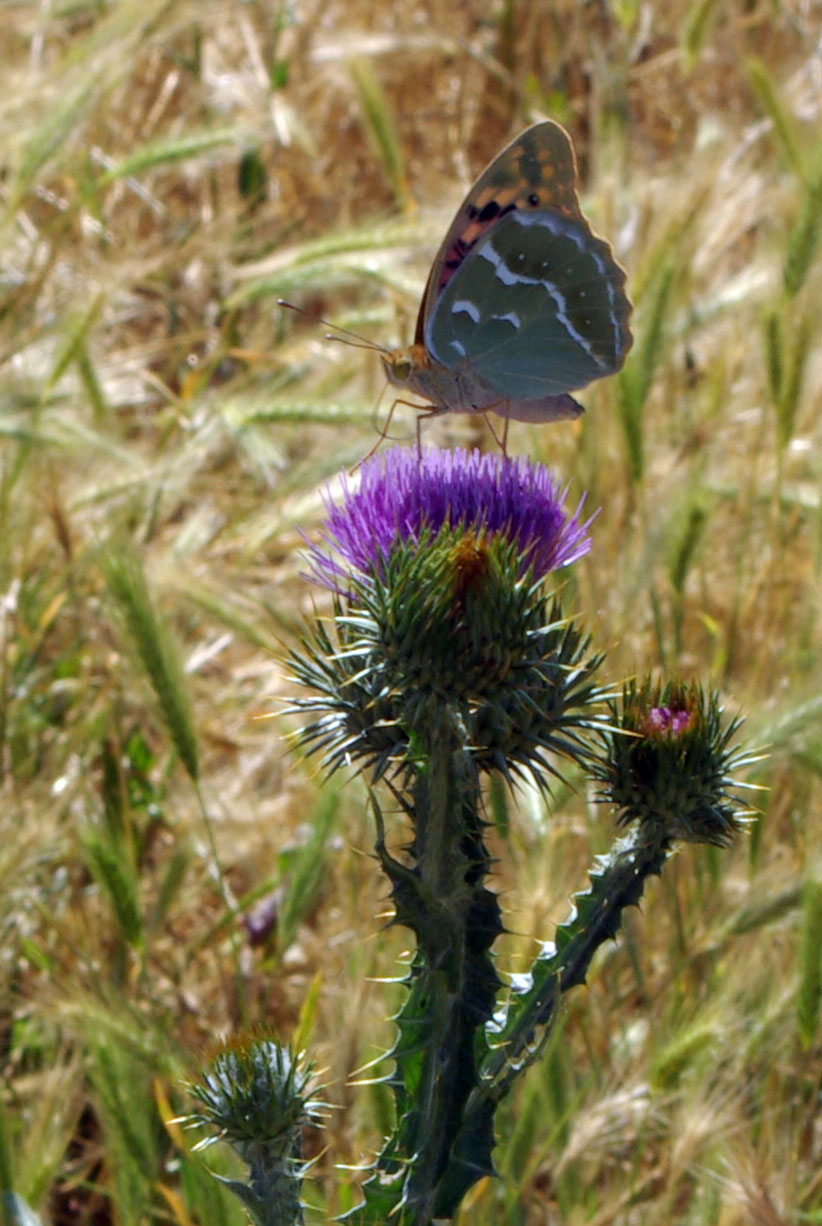
Hembra sobre un cardo borriquero.

Se distribuye desde el archipiélago canario y norte de África, sur de Europa y sur de Rusia hasta Irán y norte de Pakistán e India. En Europa se encuentra en el sur de Francia y costa atlántica hasta Morbihan, península ibérica, islas mediterráneas, Italia, ampliamente distribuida en el este de Europa, desde Grecia hasta Chequia y rara en el sur de los Alpes. En África es común en las islas Canarias, Marruecos, Argelia y Túnez.
Se la puede encontrar en espacios abiertos, donde abundan plantas robustas y ricas en néctar, como cardos (géneros Carduus, Onopordum, Cirsium) y otras especies de compuestas, como Centaurea spp. Es posible observarla en pinares, encinares, en bosques de ribera, y también en jardines, donde acude a libar plantas rícas en néctar. Son potentes voladores, rápidos y nerviosos, y más móviles que otras mariposas emparentadas, por lo que se las puede ver por encima de la copa de los árboles a gran velocidad.

## Sistemática

### Subespecies
- Argynnis pandora pandora sur de Europa hasta el Cáucaso.
- Argynnis pandora argentifasciata (Kotzsch, 1937) Cordillera del Pamir.
- Argynnis pandora pasargades (Fruhstorfer, 1908) Rusia.
- Argynnis pandora seitzi (Fruhstorfer, 1908) Norte de África.[8]